# Tetraclorură de carbon
Tetraclorura de carbon (cunoscut în chimia organică și  sub numele de tetraclorometan) este un compus al carbonului cu clorul cu formula chimică CCl4. Tetraclorura de carbon nu este o sare deoarece ea nu este formata din ioni, ci din molecule covalente.

## Obținere
Se obține direct prin combinarea sulfurii de carbon cu clor în prezența pentaclorurii de stibiu drept catalizator:
CS2 + 3Cl2 = CCl4 + S2Cl2
Tetraclorura de carbon a fost sintetizată inițial de Michael Faraday, care a numit-o „protoclorura de carbon” în 1820 prin descompunerea hexacloroetanului („perclorura de carbon”) pe care l-a sintetizat prin clorurarea etilenei dar astăzi se obține în principal în urma reacției de tetraclorurare fotochimică a metanului:
CH4  +  4 Cl2   →   CCl4  +  4 HCl

## Descriere
Tetraclorura de carbon este un lichid incolor, cu miros caracteristic, neinflamabil, volatil care prin piroliza generează fosgen.
Actualmente este in general recunoscuta ca fiind deosebit de toxica, utilizarea sa fiind din ce în ce mai restrânsă ca solvent, agent de curățire, stingerea incendiilor, etc.
Tetraclorura de carbon se absoarbe pe toate caile uzuale de expunere:
- respiratorie
- trancutanata
- mai rar digestiva

Datorită faptului ca este liposolubila se depozitează în tesutul adipos, ficat și rinichi. Eliminarea se realizează predominant pe cale pulmonară (50-80%), 4% sub forma de dioxid de carbon pe cale pulmonara sau renală, restul fiind metabolizat, generând radicalul liber al triclorometilului. Aproximativ 67% din doza absorbita este excretata în 24 de ore.

## Acțiune toxică
Tetraclorura de carbon este cunoscuta în primul rând ca hepatotoxic, determinând degenerescenta grasa acută a ficatului, consecutiv blocarii formarii și eliberarii lipoproteinelor cu densitate joasa. Radicalii liberi formați determina peroxidarea lipidelor, formarea de legaturi covalente cu structurile hepatice, alterand procesele energetice și sinteza proteinelor, cu lezare hepatica.
Alcoolii de tip etanol și metanol cresc net hepatotoxicitatea compusului.
Toxicitatea tetraclorurii de carbon se manifesta și la nivel renal prin necroza tubulară acută.
Postmortem s-au constatat leziuni la nivelul SNC, in special la nivelul cerebelului. La nivelul SNC (sistemului nervos central) are acțiune deprimanta sinarcotica (mai mica decât a cloroformului).

### Intoxicația acută
Toxicitatea acută este foarte ridicata, doze de ordinul 90-100 ml fiind considerate fatale la om, dar exista o mare varietate individuala. In acest sens sunt citate cazuri letale la doze de 5-10 ml.
La debutul intoxicatiei aspectul deprimant la nivelul SNC poate fi cel mai pregnant. Efectul fatal imediat poate fi consecinta deprimarii respiratorii si tulburarilor grave de ritm cardiac.
Dintre simptomele precoce mentionam cefalee, slabiciune, tulburari de vedere, ataxie. In primele 24 de ore pot aparea convulsii. Debutul simptomelor poate fi dominat, uneori, numai de greata, voma, anorexie sau sa semene cu aspectul clinic de encefalita, tulburari mentale, ataxie.
Dupa prima zi, uzuale sunt febră și diareea, tulburarile hepatice atingând un maxim dupa 3 zile de la expunere, moartea prin insuficienta hepatica producandu-se in aproximativ 1 saptamana. Hepatotoxicitatea se manifestă prin cresterea enzimelor serice hepatice, prelungirea timpului de protrombina, hepatomegalie si icter. Refacerea este lenta, dar uzual completa, icterul la 4 zile de la expunere fiind un semn cu prognostic bun.
Majoritatea consecintelor letale in intoxicația acută cu tetraclorura de carbon inaintea apariției hemodializei au fost consecutive insuficientei renale și nu celei hepatice. Insuficienta renală poate apărea chiar in absenta celei hepatice. Anuria se instalează in 3 zile și poate dura două săptămâni. Refacerea este completa in cele mai multe cazuri.
Laboratorul clinic evidențiază încă din prima zi cresterea transaminazelor hepatice, nivelul lor fiind corelat cu severitatea lezarii. Hematuria și proteinuria apar in mod obisnuit inaintea oliguriei.
Tetraclorura de carbon din sânge poate fi determinata cantitativ prin analiza gaz-cromatografica.

### Tratamentul intoxicației acute
Stabilizarea vizează deprimarea respiratorie și tulburarile de ritm care pun în pericol viața intoxicatului încă de la debut.
In plus, eliminarea pe cale respiratorie a tetraclorurii de carbon fiind semnificativa, se impune hiperventilarea intoxicatului.
Decontaminarea implică utilizarea masurilor uzuale, administrarea de ipeca și spalatura gastrica. Se recomanda inclusiv carbunele activat (deși eficienta este discutabila) și purgative saline in primele patru ore de la ingestia toxicului.
Cresterea eliminarii toxicului nu poate fi facuta prin hemodializa. Utilitatea oxigenoterapiei hiperbare a fost demonstrata experimental, dar nu suficient de concludent in clinica umană. O buna ventilație este însă absolut necesară.
Ca antidot se foloseste N-acetilcisteina, pentru a preveni dezvoltarea leziunilor hepatice. Doza de saturare de N-acetilcisteina este de 140 mg/kg pe cale orala. Doza de intretinere este de 70 mg/kg la fiecare 4 ore timp de 3-5 zile. Intoleranța digestică recomandă administrarea pe cale i.v. 150 mg/kg in 200 ml glucoza 5%, timp de 15 minute și se continua cu 50mg/kg la 4 ore, doza totală fiind de 300 mg/kg în 20 ore.
Se urmărește și se investighează paraclinic intoxicatul timp de o săptămână, sub aspectul leziunilor hepatice sau renale.